# A Xena: A harcos hercegnő epizódjainak listája
A Xena: A harcos hercegnő című nagy sikerű sorozat epizódlistája. 134 rész készült el belőle. Itt a filmsorozat összes epizódját megtalálod az eredeti és a magyar címükkel egyaránt.

## Évados áttekintés
| Évad | Évad | Epizódok | Eredeti sugárzás     | Eredeti sugárzás | Eredeti adó |
| Évad | Évad | Epizódok | Évadpremier          | Évadfinálé       | Eredeti adó |
| ---- | ---- | -------- | -------------------- | ---------------- | ----------- |
|      | 1    | 24       | 1995. szeptember 4.  | 1996. július 29. | Syndication |
|      | 2    | 22       | 1996. október 12.    | 1997. május 10.  | Syndication |
|      | 3    | 22       | 1997. szeptember 27. | 1998. május 16.  | Syndication |
|      | 4    | 22       | 1998. október 3.     | 1999. május 22.  | Syndication |
|      | 5    | 22       | 1999. október 2.     | 2000. május 20.  | Syndication |
|      | 6    | 22       | 2000. október 7.     | 2001. június 23. | Syndication |

## 1. évad (1995-1996)
| Sor. | Év. | Cím                                                                    | Rendező           | Író                                                                                             | Premier              |
| ---- | --- | ---------------------------------------------------------------------- | ----------------- | ----------------------------------------------------------------------------------------------- | -------------------- |
| 1.   | 1.  | A múlt bűnei (Sins of the Past)                                        | Doug Lefler       | Történet: Robert Tapert Tévéjáték: R.J. Stewart                                                 | 1995. szeptember 4.  |
| 2.   | 2.  | Harciszekerek (Chariots of War)                                        | Harley Cokeliss   | Történet: Josh Becker & Jack Perez Tévéjáték: Adam Armus & Nora Kay Foster                      | 1995. szeptember 11. |
| 3.   | 3.  | Keresztül az álmokon (Dreamworker)                                     | Bruce Seth Green  | Steven L. Sears                                                                                 | 1995. szeptember 18. |
| 4.   | 4.  | A remény bölcsője (Cradle of Hope)                                     | Michael Levine    | Terence Winter                                                                                  | 1995. szeptember 25. |
| 5.   | 5.  | Járt utat a járatlanért (The Path Not Taken)                           | Stephen L. Posey  | Julie Sherman                                                                                   | 1995. október 2.     |
| 6.   | 6.  | A leszámolás (The Reckoning)                                           | Charles Siebert   | Peter Allan Fields                                                                              | 1995. október 16.    |
| 7.   | 7.  | Titánok (The Titans)                                                   | Eric Brevig       | R.J. Stewart                                                                                    | 1995. október 30.    |
| 8.   | 8.  | Prométheusz (Prometheus)                                               | Stephen L. Posey  | R.J. Stewart                                                                                    | 1995. november 6.    |
| 9.   | 9.  | Leláncolt halál (Death in Chains)                                      | Charles Siebert   | Történet: Babs Greyhosky & Adam Armus & Nora Kay Foster Tévéjáték: Adam Armus & Nora Kay Foster | 1995. november 13.   |
| 10.  | 10. | Kentaurok és amazonok (Hooves & Harlots)                               | Jace Alexander    | Steven L. Sears                                                                                 | 1995. november 20.   |
| 11.  | 11. | A fekete farkas (The Black Wolf)                                       | Mario Di Leo      | Alan Jay Glueckman                                                                              | 1996. január 8.      |
| 12.  | 12. | Óvakodj a görögök ajándékától (Beware Greeks Bearing Gifts)            | T.J. Scott        | Történet: Roy Thomas & Janis Hendler Tévéjáték: Adam Armus & Nora Kay Foster                    | 1996. január 15.     |
| 13.  | 13. | A dalnokok városa: Athén (Athens City Academy of the Performing Bards) | Jace Alexander    | R.J. Stewart & Steven L. Sears                                                                  | 1996. január 22.     |
| 14.  | 14. | Egy maréknyi dinár (A Fistful of Dinars)                               | Josh Becker       | Steven L. Sears & R.J. Stewart                                                                  | 1996. január 29.     |
| 15.  | 15. | Harcos… Hercegnő… (Warrior... Princess)                                | Michael Levine    | Brenda Lilly                                                                                    | 1996. február 5.     |
| 16.  | 16. | Halálosan szeretve (Mortal Beloved)                                    | Garth Maxwell     | R.J. Stewart                                                                                    | 1996. február 12.    |
| 17.  | 17. | Tolvaj a gazemberek közt (The Royal Couple of Thieves)                 | John Cameron      | Steven L. Sears                                                                                 | 1996. február 19.    |
| 18.  | 18. | A tékozló visszatér (The Prodigal)                                     | John T. Kretchmer | Chris Manheim                                                                                   | 1996. március 4.     |
| 19.  | 19. | Az Úr szava (Altared States)                                           | Michael Levine    | Chris Manheim                                                                                   | 1996. április 22.    |
| 20.  | 20. | Családi kötelékek (Ties That Bind)                                     | Charles Siebert   | Adam Armus & Nora Kay Foster                                                                    | 1996. április 29.    |
| 21.  | 21. | A legnagyobb jó (The Greater Good)                                     | Gary Jones        | Steven L. Sears                                                                                 | 1996. május 6.       |
| 22.  | 22. | Kallisztó (Callisto)                                                   | T.J. Scott        | R.J. Stewart                                                                                    | 1996. május 13.      |
| 23.  | 23. | Halálálarc (Death Mask)                                                | Stewart Main      | Peter Allan Fields                                                                              | 1996. június 3.      |
| 24.  | 24. | Csodadoktor (Is There a Doctor in the House?)                          | T.J. Scott        | Patricia Manney                                                                                 | 1996. július 29.     |

## 2. évad (1996-1997)
| Sor. | Év. | Cím                                                               | Rendező           | Író                                                                                 | Premier            |
| ---- | --- | ----------------------------------------------------------------- | ----------------- | ----------------------------------------------------------------------------------- | ------------------ |
| 25.  | 1.  | A háború árvája (Orphan of War)                                   | Charles Siebert   | Steven L. Sears                                                                     | 1996. október 12.  |
| 26.  | 2.  | Nem történt semmi (Remember Nothing)                              | Anson Williams    | Történet: Steven L. Sears & Chris Manheim Tévéjáték: Steven L. Sears                | 1996. október 19.  |
| 27.  | 3.  | Óriásölő (The Giant Killer)                                       | Gary Jones        | Terence Winter                                                                      | 1996. október 26.  |
| 28.  | 4.  | Magányos szüzek klubja (Girls Just Wanna Have Fun)                | T.J. Scott        | Nora Kay Foster & Adam Armus                                                        | 1996. november 2.  |
| 29.  | 5.  | Kallisztó visszatérése (Return of Callisto)                       | T.J. Scott        | R. J. Stewart                                                                       | 1996. november 9.  |
| 30.  | 6.  | A Harcos… a Hercegnő…és a Csavargó (Warrior... Princess... Tramp) | Josh Becker       | R. J. Stewart                                                                       | 1996. november 16. |
| 31.  | 7.  | Elcserélt lelkek (Intimate Stranger)                              | Gary Jones        | Steven L. Sears                                                                     | 1996. november 23. |
| 32.  | 8.  | Tíz kicsi harcos (Ten Little Warlords)                            | Charles Siebert   | Paul Robert Coyle                                                                   | 1996. november 30. |
| 33.  | 9.  | Karácsonyi ének (A Solstice Carol)                                | John T. Kretchmer | Chris Manheim                                                                       | 1996. december 21. |
| 34.  | 10. | Xena-tekercs (The Xena Scrolls)                                   | Charlie Haskell   | Történet: Robert Sidney Mellette Tévéjáték: Nora Kay Foster & Adam Armus            | 1997. január 25.   |
| 35.  | 11. | Következik… Miss Amphipolis (Here She Comes... Miss Amphipolis)   | Marina Sargenti   | Chris Manheim                                                                       | 1997. február 1.   |
| 36.  | 12. | A végzet (Destiny)                                                | Robert Tapert     | Történet: Robert Tapert Tévéjáték: R.J. Stewart & Steven L. Sears                   | 1997. február 8.   |
| 37.  | 13. | A hajsza (The Quest)                                              | Michael Levine    | Történet: Steven L. Sears & R.J. Stewart & Chris Manheim Tévéjáték: Steven L. Sears | 1997. február 15.  |
| 38.  | 14. | A szükséges rossz (A Necessary Evil)                              | Mark Beesley      | Paul Robert Coyle                                                                   | 1997. február 22.  |
| 39.  | 15. | Egy nap az életben (A Day in the Life)                            | Michael Hurst     | R.J. Stewart                                                                        | 1997. március 1.   |
| 40.  | 16. | Akiért a harang szól (For Him the Bell Tolls)                     | Josh Becker       | Adam Armus & Nora Kay Foster                                                        | 1997. március 8.   |
| 41.  | 17. | A kivégzés (The Execution)                                        | Garth Maxwell     | Paul Robert Coyle                                                                   | 1997. április 5.   |
| 42.  | 18. | Vak hit (Blind Faith)                                             | Josh Becker       | Nora Kay Foster & Adam Armus                                                        | 1997. április 12.  |
| 43.  | 19. | Odüsszeusz (Ulysses)                                              | Michael Levine    | R.J. Stewart                                                                        | 1997. április 19.  |
| 44.  | 20. | Az élet ára (The Price)                                           | Oley Sassone      | Steven L. Sears                                                                     | 1997. április 26.  |
| 45.  | 21. | Elveszett tengerész (Lost Mariner)                                | Garth Maxwell     | Steven L. Sears                                                                     | 1997. május 3.     |
| 46.  | 22. | Erósz vígjátéka (A Comedy of Eros)                                | Charles Siebert   | Chris Manheim                                                                       | 1997. május 10.    |

## 3. évad (1997-1998)
| Sor. | Év. | Cím                                                  | Rendező                             | Író                                                                                             | Premier              |
| ---- | --- | ---------------------------------------------------- | ----------------------------------- | ----------------------------------------------------------------------------------------------- | -------------------- |
| 47.  | 1.  | Fúriák (The Furies)                                  | Gilbert Shilton                     | R.J. Stewart                                                                                    | 1997. szeptember 27. |
| 48.  | 2.  | Minden úton jártam már (Been There, Done That)       | Andrew Merrifield                   | Hilary J. Bader                                                                                 | 1997. október 4.     |
| 49.  | 3.  | Piszkos fél tizenkettő (The Dirty Half Dozen)        | Rick Jacobson                       | Steven L. Sears                                                                                 | 1997. október 11.    |
| 50.  | 4.  | A beszállítók (The Deliverer)                        | Oley Sassone                        | Steven L. Sears                                                                                 | 1997. október 18.    |
| 51.  | 5.  | Gabrielle reménye (Gabrielle's Hope)                 | Andrew Merrifield & Charles Siebert | R.J. Stewart                                                                                    | 1997. október 25.    |
| 52.  | 6.  | Adósság 1. rész (The Debt: Part 1)                   | Oley Sassone                        | Történet: Robert Tapert & R.J. Stewart Tévéjáték: R.J. Stewart                                  | 1997. november 1.    |
| 53.  | 7.  | Adósság 2. rész (The Debt: Part 2)                   | Oley Sassone                        | Történet: Robert Tapert & R.J. Stewart Tévéjáték: R.J. Stewart                                  | 1997. november 8.    |
| 54.  | 8.  | A bérgyilkosok fejedelme (The King of Assassins)     | Bruce Campbell                      | Adam Armus & Nora Kay Foster                                                                    | 1997. november 15.   |
| 55.  | 9.  | Harcos… Papnő… Céda (Warrior...Priestess...Tramp)    | Robert Ginty                        | Adam Armus & Nora Kay Foster                                                                    | 1998. január 17.     |
| 56.  | 10. | A mindenható tollszár (The Quill is Mightier)        | Andrew Merrifield                   | Hilary J. Bader                                                                                 | 1998. január 24.     |
| 57.  | 11. | Anyai ösztön (Maternal Instincts)                    | Mark Beesley                        | Chris Manheim                                                                                   | 1998. január 31.     |
| 58.  | 12. | A keserű szvit (The Bitter Suite)                    | Oley Sassone                        | Steven L. Sears & Chris Manheim                                                                 | 1998. február 7.     |
| 59.  | 13. | Egyedül a perzsák ellen (One Against an Army)        | Paul Lynch                          | Gene O'Neill & Noreen Tobin                                                                     | 1998. február 14.    |
| 60.  | 14. | Megbocsátás (Forgiven)                               | Garth Maxwell                       | R.J. Stewart                                                                                    | 1998. február 21.    |
| 61.  | 15. | Hóhányó kockázó (King Con)                           | Janet Greek                         | Chris Manheim                                                                                   | 1998. február 28.    |
| 62.  | 16. | Rómában… (When in Rome...)                           | John Laing                          | Steven L. Sears                                                                                 | 1998. március 7.     |
| 63.  | 17. | Emlékek kísértenek (Forget Me Not)                   | Charlie Haskell                     | Hilary J. Bader                                                                                 | 1998. március 14.    |
| 64.  | 18. | Uszonyok, dámák és gyémántok (Fins, Femmes and Gems) | Josh Becker                         | Történet: Robert Tapert és Adam Armus & Nora Kay Foster Tévéjáték: Adam Armus & Nora Kay Foster | 1998. április 11.    |
| 65.  | 19. | Cunami (Tsunami)                                     | John Laing                          | Chris Manheim                                                                                   | 1998. április 18.    |
| 66.  | 20. | Bűvésztrükk (Vanishing Act)                          | Andrew Merrifield                   | Terry Winter                                                                                    | 1998. április 25.    |
| 67.  | 21. | Áldozat 1. rész (Sacrifice: Part 1)                  | David Warry-Smith                   | Steven L. Sears                                                                                 | 1998. május 9.       |
| 68.  | 22. | Áldozat 2. rész (Sacrifice: Part 2)                  | Rick Jacobson                       | Paul Robert Coyle                                                                               | 1998. május 16.      |

## 4. évad (1998-1999)
| Sor. | Év. | Cím                                                                     | Rendező            | Író                                                             | Premier            |
| ---- | --- | ----------------------------------------------------------------------- | ------------------ | --------------------------------------------------------------- | ------------------ |
| 69.  | 1.  | Kalandok a purgatóriumban 1. rész (Adventures in the Sin Trade: Part 1) | T.J. Scott         | Történet: R.J. Stewart & Robert Tapert Tévéjáték: R.J. Stewart  | 1998. október 3.   |
| 70.  | 2.  | Kalandok a purgatóriumban 2. rész (Adventures in the Sin Trade: Part 2) | T.J. Scott         | Történet: R.J. Stewart & Robert Tapert Tévéjáték: R.J. Stewart  | 1998. október 10.  |
| 71.  | 3.  | Családi bonyodalom (A Family Affair)                                    | Doug Lefler        | Történet: Liz Friedman & Chris Manheim Tévéjáték: Chris Manheim | 1998. október 17.  |
| 72.  | 4.  | A betegség poklában (In Sickness and in Hell)                           | Josh Becker        | Adam Armus & Nora Kay Foster                                    | 1998. október 24.  |
| 73.  | 5.  | Egy jó nap (A Good Day)                                                 | Rick Jacobson      | Steven L. Sears                                                 | 1998. október 31.  |
| 74.  | 6.  | Mese a két múzsáról (A Tale of Two Muses)                               | Michael Hurst      | Gillian Horvath                                                 | 1998. november 7.  |
| 75.  | 7.  | Bezárva és megkötözve (Locked up and Tied Down)                         | Rick Jacobson      | Történet: Robert Tapert & Josh Becker Tévéjáték: Hilary Bader   | 1998. november 14. |
| 76.  | 8.  | A keresztes harcos (Crusader)                                           | Paul Lynch         | R.J. Stewart                                                    | 1998. november 21. |
| 77.  | 9.  | Tökéletlen múlt (Past Imperfect)                                        | Garth Maxwell      | Steven L. Sears                                                 | 1999. január 9.    |
| 78.  | 10. | A királyság kulcsa (The Key to the Kingdom)                             | Bruce Campbell     | Eric A. Morris                                                  | 1999. január 16.   |
| 79.  | 11. | Pomira leánya (Daughter of Pomira)                                      | Patrick Norris     | Linda McGibney                                                  | 1999. január 23.   |
| 80.  | 12. | Hamucsizmácska (If the Shoe Fits...)                                    | Josh Becker        | Adam Armus & Nora Kay Foster                                    | 1999. január 30.   |
| 81.  | 13. | A paradicsom (Paradise Found)                                           | Robert Tapert      | Chris Manheim                                                   | 1999. február 6.   |
| 82.  | 14. | Devi (Devi)                                                             | Garth Maxwell      | Chris Manheim                                                   | 1999. február 13.  |
| 83.  | 15. | A vonalak között (Between the Lines)                                    | Rick Jacobson      | Steven L. Sears                                                 | 1999. február 20.  |
| 84.  | 16. | Az út (The Way)                                                         | John Fawcett       | R.J. Stewart                                                    | 1999. február 27.  |
| 85.  | 17. | A játékok dolga (The Play's the Thing)                                  | Christopher Graves | Ashley Gable & Thomas A. Swyden                                 | 1999. március 20.  |
| 86.  | 18. | A megtért (The Convert)                                                 | Andrew Merrifield  | Chris Manheim                                                   | 1999. április 24.  |
| 87.  | 19. | Nyomoz (Takes One to Know One)                                          | Christopher Graves | Jeff Vlaming                                                    | 1999. május 1.     |
| 88.  | 20. | Végjáték (Endgame)                                                      | Garth Maxwell      | Steven L. Sears                                                 | 1999. május 8.     |
| 89.  | 21. | Március idusa (The Ides of March)                                       | Ken Girotti        | R.J. Stewart                                                    | 1999. május 15.    |
| 90.  | 22. | Déja vu a kezdetektől (Déjà Vu All over Again)                          | Renee O'Connor     | R.J. Stewart                                                    | 1999. május 22.    |

## 5. évad (1999-2000)
| Sor. | Év. | Cím                                                           | Rendező           | Író                                                                                          | Premier            |
| ---- | --- | ------------------------------------------------------------- | ----------------- | -------------------------------------------------------------------------------------------- | ------------------ |
| 91.  | 1.  | Bukott angyal (Fallen Angel)                                  | John Fawcett      | Történet: Robert Tapert & R.J. Stewart Tévéjáték: R.J. Stewart                               | 1999. október 2.   |
| 92.  | 2.  | Csakram (Chakram)                                             | Doug Lefler       | Chris Manheim                                                                                | 1999. október 9.   |
| 93.  | 3.  | Megszállottság (Succession)                                   | Rick Jacobson     | Steven L. Sears                                                                              | 1999. október 16.  |
| 94.  | 4.  | Állati vonzalom (Animal Attraction)                           | Rick Jacobson     | Chris Manheim                                                                                | 1999. október 23.  |
| 95.  | 5.  | Azok a csontok, azok a csontok (Them Bones, Them Bones)       | John Fawcett      | Steven L. Sears                                                                              | 1999. november 6.  |
| 96.  | 6.  | Tisztaság (Purity)                                            | Mark Beesley      | Jeff Vlaming                                                                                 | 1999. november 13. |
| 97.  | 7.  | Vissza a palackba (Back in the Bottle)                        | Rick Jacobson     | Történet: Robert Tapert & Steven L. Sears Tévéjáték: Steven L. Sears                         | 1999. november 20. |
| 98.  | 8.  | Apró nehézségek (Little Problems)                             | Allison Liddi     | Gregg Ostrin                                                                                 | 1999. november 27. |
| 99.  | 9.  | A hit magvai (Seeds of Faith)                                 | Garth Maxwell     | George Strayton & Tom O'Neill                                                                | 2000. január 15.   |
| 100. | 10. | Lantom, lantom, lobbants lángra! (Lyre, Lyre, Hearts on Fire) | Mark Beesley      | Adam Armus & Nora Kay Foster                                                                 | 2000. január 22.   |
| 101. | 11. | Vicces sorok (Punch Lines)                                    | Andrew Merrifield | Chris Manheim                                                                                | 2000. január 29.   |
| 102. | 12. | Istent ijesztő gyermek (God Fearing Child)                    | Phil Sgriccia     | Történet: Chris Manheim Tévéjáték: Roberto Orci & Alex Kurtzman                              | 2000. február 5.   |
| 103. | 13. | Örökké tartó kapcsolatok (Eternal Bonds)                      | Mark Beesley      | Chris Manheim                                                                                | 2000. február 12.  |
| 104. | 14. | Amphipolis ostroma (Amphipolis Under Siege)                   | Mark Beesley      | Chris Black                                                                                  | 2000. február 19.  |
| 105. | 15. | Házasság egy vizesnyolcassal (Married with Fishsticks)        | Paul Grinder      | Kevin Maynard                                                                                | 2000. február 26.  |
| 106. | 16. | Életvér (Lifeblood)                                           | Michael Hurst     | Történet: Rob Tapert & R.J. Stewart Tévéjáték: R.J. Stewart és George Strayton & Tom O'Neill | 2000. március 18.  |
| 107. | 17. | Amazon törvények (Kindred Spirits)                            | Josh Becker       | George Strayton & Tom O'Neill                                                                | 2000. március 25.  |
| 108. | 18. | Antonius és Kleopátra (Antony and Cleopatra)                  | Michael Hurst     | Carl Ellsworth                                                                               | 2000. április 22.  |
| 109. | 19. | Szemben a halállal (Looking Death in the Eye)                 | Garth Maxwell     | Carl Ellsworth                                                                               | 2000. április 29.  |
| 110. | 20. | Livia (Livia)                                                 | Rick Jacobson     | Chris Manheim                                                                                | 2000. május 6.     |
| 111. | 21. | Éva (Eve)                                                     | Mark Beesley      | George Strayton & Tom O'Neill                                                                | 2000. május 13.    |
| 112. | 22. | Anyaság (Motherhood)                                          | Rick Jacobson     | Történet: Robert Tapert Tévéjáték: R.J. Stewart                                              | 2000. május 20.    |

## 6. évad (2000-2001)
| Sor. | Év. | Cím                                                             | Rendező            | Író                                                             | Premier            |
| ---- | --- | --------------------------------------------------------------- | ------------------ | --------------------------------------------------------------- | ------------------ |
| 113. | 1.  | Hazafelé (Coming Home)                                          | Mark Beesley       | Melissa Good                                                    | 2000. október 7.   |
| 114. | 2.  | Amphipolis és a pokol (The Haunting of Amphipolis)              | Garth Maxwell      | Történet: Edithe Swensen & Joel Metzger Tévéjáték: Joel Metzger | 2000. október 14.  |
| 115. | 3.  | A sötétség színe (Heart of Darkness)                            | Mark Beesley       | Emily Skopov                                                    | 2000. október 21.  |
| 116. | 4.  | Kicsoda Gurkhan (Who's Gurkhan?)                                | Michael Hurst      | Történet: Robert Tapert Tévéjáték: R.J. Stewart                 | 2000. október 28.  |
| 117. | 5.  | Örökség (Legacy)                                                | Chris Martin-Jones | Melissa Good                                                    | 2000. november 4.  |
| 118. | 6.  | Feneketlen mélység (The Abyss)                                  | Rick Jacobson      | James Kahn                                                      | 2000. november 11. |
| 119. | 7.  | A Rajna kincse (The Rheingold)                                  | John Fawcett       | R.J. Stewart                                                    | 2000. november 18. |
| 120. | 8.  | A gyűrű (The Ring)                                              | Rick Jacobson      | Joel Metzger                                                    | 2000. november 25. |
| 121. | 9.  | A Valkűrök visszatérése (Return of the Valkyrie)                | John Fawcett       | Emily Skopov                                                    | 2000. december 2.  |
| 122. | 10. | Paraszt Árész (Old Ares Had a Farm)                             | Charles Siebert    | R.J. Stewart                                                    | 2001. január 20.   |
| 123. | 11. | Veszélyes zsákmány (Dangerous Prey)                             | Renee O'Connor     | Joel Metzger                                                    | 2001. január 27.   |
| 124. | 12. | Az isten, akit ismersz (The God You Know)                       | Garth Maxwell      | Emily Skopov                                                    | 2001. február 3.   |
| 125. | 13. | Ott vagy (You Are There)                                        | John Laing         | Chris Black                                                     | 2001. február 10.  |
| 126. | 14. | A bosszú ösvénye (Path of Vengeance)                            | Chris Martin-Jones | Joel Metzger                                                    | 2001. február 17.  |
| 127. | 15. | A helikonra és vissza (To Helicon and Back)                     | Michael Hurst      | Liz Friedman & Vanessa Place                                    | 2001. február 24.  |
| 128. | 16. | Klónozva (Send in the Clones)                                   | Charlie Haskel     | Paul Robert Coyle                                               | 2001. április 28.  |
| 129. | 17. | Az utolsó kentaur (The Last of the Centaurs)                    | Garth Maxwell      | Joel Metzger                                                    | 2001. május 5.     |
| 130. | 18. | Amikor a sors összeütközik (When Fates Collide)                 | John Fawcett       | Katherine Fugate                                                | 2001. május 12.    |
| 131. | 19. | Sok boldog visszatérést (Many Happy Returns)                    | Mark Beesley       | Liz Friedman & Vanessa Place                                    | 2001. május 19.    |
| 132. | 20. | Lélektani hadviselés (Soul Possession)                          | Josh Becker        | Melissa Blake                                                   | 2001. június 9.    |
| 133. | 21. | A barát, akire szükségem van 1. rész (A Friend in Need: Part 1) | Robert Tapert      | Robert Tapert és R. J. Stewart                                  | 2001. június 16.   |
| 134. | 22. | A barát, akire szükségem van 2. rész (A Friend in Need: Part 2) | Robert Tapert      | Robert Tapert és R. J. Stewart                                  | 2001. június 23.   |